# Palazzo Testa
Palazzo Testa è un'architettura di Venezia, ubicata nel sestiere di Cannaregio e affacciata sul canale di Cannaregio.

## Storia
Fu edificato nel XV secolo, ma tra XVI e XIX secolo subì numerosi rimaneggiamenti. Appartenne almeno dal 1531 e fino al 1748 alla famiglia di antica origine patrizia novarese dei Testa, per poi confluire, dopo la morte di Uberto, ultimo della stirpe, al conte Alessandro di Marsciano, subentrante alla primogenitura Testa. Rimase di proprietà di questa famiglia fino al 1808. 
Dopo vari passaggi di proprietà, nel 1988 l'immobile è stato acquistato dalla Provincia di Venezia ed ora è adibito, assieme la palazzo seicentesco adiacente, a sede distaccata dell'Istituto tecnico tecnologico Enrico Fermi e dell'Istituto tecnico per il turismo Francesco Algarotti.

## Descrizione
La facciata di piccole dimensioni è in stile tardo-gotico. Si compone di due piani con mezzanino tra piano terra e piano nobile.
A quest'ultimo piano si evidenziano alcune aperture di pregio, tutte ad arco inflesso e trilobato e chiuse in squadrature marmoree: si tratta di due coppie di monofore laterali, oltre ad un'altra finestra laterale, e, al centro, di una quadrifora fronteggiata da un balcone quattrocentesco sostenuto da eleganti mensole con protomi leonine; anche la cimasa della balaustrata a colonnine con archetti gotici è ingentilita da due marzocchi sugli spigoli e tre pigne sui  piedritti centrali.
Il mezzanino è invece aperto da una serie di finestrelle rettangolari incorniciate da pietra d'Istria finemente lavorata.